# Papyrus Chester Beatty BM 10686
Der Papyrus Chester Beatty BM 10686, auch Papyrus Chester Beatty VI, ist ein altägyptischer medizinischer Papyrus aus der 19. Dynastie (circa 1250 v. Chr.). Die Vorderseite beinhaltet ein medizinisches „Fachbuch“, das sich größtenteils mit der Behandlung von Krankheiten des menschlichen Afters beschäftigt.
Der Papyrus wurde 1928 zusammen mit weiteren Papyri in Deir el-Medina gefunden und nach seinem Erstbesitzer Alfred Chester Beatty benannt. Zurzeit befindet er sich im British Museum (BM 10686).

## Beschreibung
Der Papyrus hat eine Länge von 1,35 m und ist 21 cm hoch. Die Vorderseite enthält einen zauberfreien medizinischen Text, der sich auf acht unterschiedlich breite Kolumnen verteilt. Auf der Rückseite befinden sich Zaubersprüche und Rezepte sowie eine Vignette, die die Vernichtung eines Dämonen durch Re, Osiris und Krokodile zeigt.

## Inhalt
Inhaltlich stellt der Text der Vorderseite eine geschlossene Sammlung von Rezepten dar, die den Anus betreffen. Entweder werden Krankheiten desselbigen behandelt oder er dient als Öffnung für Klistiere, die Verdauungsstörungen oder innere Krankheiten heilen sollen. Bei den Einläufen werden verschiedenste Mittel in Form von Pillen, Zäpfchen oder Brei verabreicht: 

„Heilmittel für das Beseitigen einer Umwendung (Prolapsus) im After. Mehl/Brei von Langbohnen; unterägyptisches Salz; Fett der Gans; Pflanzenschleim von Gerste; Honig; werde zu einer Masse gemacht; werde an den After gegeben vier Tage lang.“

Neben dem Anus werden auch das Herz, die Brust, der Rippenbereich, die Harnblase und die Gefäße (metu) erwähnt. Der Text hat einige Parallelen zum Papyrus Berlin und zum Papyrus Ebers.
Auf der Rückseite wird unter anderem auch die Wehau-Krankheit erwähnt.

## Hintergrund
Der medizinische Text bestätigt anscheinend den Bericht des antiken Historikers Herodot, nach dem sich die Ägypter gut in der Klistiertechnik auskannten und zudem großen Wert auf eine geregelte Verdauung legten. Es gab sogar spezielle Fachärzte auf diesem Gebiet, die den Titel „Hirte des Afters“ (nrw pḥwj) trugen und von den Griechen als Iatroklystes bezeichnet wurden. Andere antike Schriftsteller wie Plutarch, Plinius oder Aelian vermuten, dass die Ägypter das Klistieren vom Ibisgott Thot gelernt hätten, der mit dem krummen Schnabel angeblich seinen Darm ausspülen konnte.